# Liste des préfets des Yvelines

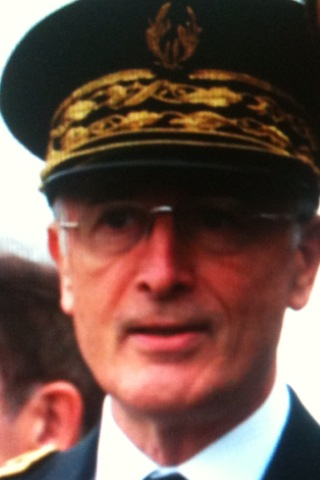
Christian Galliard de Lavernée a été préfet des Yvelines entre 2006 et 2008.

Cet article dresse la liste des préfets des Yvelines depuis que ce département a été créé en 1964 à partir de territoires appartenant précédemment à la Seine-et-Oise.
Les préfets des Yvelines siègent à l'hôtel de préfecture de Versailles.

## Liste
| Période                             | Période           | Identité                       | Fonction précédente                                                                                               | Observation |
| ----------------------------------- | ----------------- | ------------------------------ | --- | --- |
| 28 décembre 1966 / 1er janvier 1968 | 9 décembre 1969   | Jacques Bonis-Charancle        | Directeur général des affaires politiques et de l'administration du territoire                                    | Dernier préfet de Seine-et-Oise, premier préfet des Yvelines. Mort en fonction.                                                                               |
| 9 janvier 1970                      | 13 juin 1974      | Pierre Chaubard                | Chargé de mission auprès du ministre d'État chargé des relations avec le Parlement                                | 13 juin 1974 : nommé préfet hors cadre. 25 avril 1975 : nommé envoyé extraordinaire et ministre plénipotentiaire de Monaco à Paris. Mort le 8 septembre 1975. |
| 13 juin 1974                        | 13 septembre 1978 | Jean Brenas                    | Préfet de la Sarthe Secrétaire général de la préfecture de la région parisienne (avril-juin 1978)                 | Nommé préfet de la région Lorraine, et de la Moselle. |
| 13 septembre 1978                   | 12 février 1982   | Laurent Clément                | Préfet du Gard | Prend un congé spécial. |
| 12 février 1982                     | 8 mars 1985       | Charles Gosselin               | Directeur de cabinet du préfet de police de Paris                                                                 | Nommé préfet de la région Bretagne et d'Ille-et-Vilaine |
| 8 mars 1985                         | 26 mars 1986      | Guy Maillard                   | Directeur de cabinet du préfet de police de Paris                                                                 | Passe en service détaché, secrétaire général de la mairie de Paris.                                                                                           |
| 26 mars 1986                        | 22 octobre 1992   | Jean Pierre Delpont            | Directeur général adjoint des services du département de Paris et secrétaire général adjoint de la ville de Paris | Nommé préfet de la région Alsace, Préfet du Bas-Rhin |
| 22 octobre 1992                     | 24 juin 1993      | Jacques Dewatre                | préfet de La Réunion                                                                                              | Nommé directeur général de la Sécurité extérieure. |
| 24 juin 1993                        | 8 février 1996    | Claude Érignac                 | préfet de Meurthe-et-Moselle                                                                                      | Nommé préfet de Corse, préfet de la Corse-du-Sud |
| 8 février 1996                      | 17 décembre 1997  | Jean-François Seiller          | Préfet de l'Eure                                                                                                  | Nommé président du conseil d'administration de l'office des migrations internationales                                                                        |
| 17 décembre 1997                    | 14 janvier 2000   | Michel Thénault                | directeur général des collectivités locales                                                                       | Nommé préfet de la région Champagne-Ardenne, préfet de la Marne                                                                                               |
| 14 janvier 2000                     | 19 décembre 2002  | Bernard Prévost                | Directeur général de la Gendarmerie nationale                                                                     | Nommé préfet de la région Poitou-Charentes, préfet de la Vienne.                                                                                              |
| 19 décembre 2002                    | 21 avril 2006     | Bernard Niquet                 | Conseiller technique à la présidence de la République                                                             | Nommé préfet de la région Poitou-Charentes, préfet de la Vienne                                                                                               |
| 21 avril 2006                       | 13 juin 2008      | Christian Galliard de Lavernée | Préfet de l'Ariège                                                                                                | Nommé préfet de la région Bourgogne, préfet de la Côte-d'Or                                                                                                   |
| 13 juin 2008                        | 25 novembre 2010  | Anne Boquet                    | Haut-commissaire de la République en Polynésie française                                                          | Nommé préfète de la région Bourgogne, préfète de la Côte-d'Or                                                                                                 |
| 25 novembre 2010                    | 11 avril 2013     | Michel Jau                     | directeur du cabinet du ministre chargé du Plan de relance                                                        | Nommé préfet de la région Limousin, préfet de la Haute-Vienne                                                                                                 |
| 11 avril 2013                       | 22 juillet 2015   | Erard Corbin de Mangoux        | Directeur général de la Sécurité extérieure                                                                       | Nommé conseiller maître à la Cour des comptes |
| 22 juillet 2015,                    | 4 avril 2018      | Serge Morvan                   | Directeur général générale des Collectivités locales au ministère de l’Intérieur                                  | Nommé commissaire général à l'égalité des territoires |
| 3 avril 2018,                       | mars 2024         | Jean-Jacques Brot              | Conseiller du gouvernement                                                                                        | Retraité |
| 4 mars 2024,                        |                   | Frédéric Rose                  | Conseiller sécurité auprès du président Macron                                                                    | - |

## Pour approfondir